# 0 (година)
0 је апстрактна година која не постоји ни у грегоријанском, ни у јулијанском календару. Међутим, она постоји у астрономском рачунању година, као и у будистичком и хинду календару.

## Историја
Еру Anno Domini увео је 525. године скитски монах Дионисије Мали, који га је користио да идентификује године на својој ускршњој трпези. Он је увео нову еру да би избјегао коришћење Диоклецијанове ере, засноване на уласку римског цара Диоклецијана, јер није желио да настави сјећање на прогонитеља хришћана. У предговору своје ускршње трпезе, Дионисије је навео да је „садашња година“ била „конзулство Проба млађег“ што је такође 525 година „од оваплоћења Господа нашег Исуса Христа“. Како је дошао до тог броја није познато.
Дионисије Мали није користио године 'AD' да датира ниједан историјски догађај. Ова пракса је почела са енглеским клериком Бедом, који је користио године нове ере у својој Historia ecclesiastica gentis Anglorum, популаришући то доба. Беда је такође користио - само једном - термин сличан модерном енглеском изразу 'прије Христа', иако се та пракса није користила скоро хиљаду година, када су књиге Дионисија Петавија које третирају науку о календару стекле популарност. Беда није редом нумерисао дане у мјесецу, недјеље у години или мјесеце у години. Међутим, он је бројио многе дане у недјељи користећи извор бројања на црквеном латинском.

## Астрономија
У астрономији, за годину AD 1 и касније уобичајено је да се додељују исти бројеви као Anno Domini нотација, што је заузврат нумерички еквивалентно нотацији Common era. Али дисконтинуитет између 1. н.е. и 1. п. н. е. чини гломазним поређење древних и модерних датума. Дакле, година пре 1 AD је означена са 0, година прије 0 је −1, и тако даље.
Слова „АD“, „BC“, „CE“ или „BCE“ су изостављена. Дакле, 1. п. н. е. у историјској нотацији је еквивалентно 0 у астрономској нотацији, 2. п. н. е. је еквивалентно −1, итд. Понекад позитивним годинама претходи знак +. Ове године нумерацију је увео астроном Жак Касини 1740. године.

### Историја коришћења у астрономији
Године 1627., њемачки астроном Јоханес Кеплер, у својим Рудолфинским табелама, први је употријебио астрономску годину у суштини као нулту годину. Означио га је Christi и убацио га између година са ознаком Ante Christum и Post Christum — што је данас скраћено прије Христа и наше нове ере — на страницама са „средњим кретањем“ Сунца, Мјесеца и планета. Године 1702, француски астроном Филип де ла Хире означио је годину као Christum 0 и ставио је на крај година означених Ante Christum (BC), и непосредно испред година означених послије Christum (AD), на страницама са средњим кретањем у његов Tabulæ Astronomicæ, додајући тако ознаку броја 0 Кеплеровом Christi-ју.
Коначно, 1740. године, транзицију је завршио француски астроном Жак Касини (Касини II), коме се традиционално приписује изум нулте године. У својим Tables astronomiques, Касини је годину означио једноставно као 0 и ставио је на крај година са ознаком avant Jesus-Christ (BC), и непосредно прије година са ознаком apres Jesus-Christ (AD).